# Cheilanthes subdimorpha
Cheilanthes subdimorpha là một loài dương xỉ trong họ Pteridaceae. Loài này được B.K.Nayar & S.Kaur mô tả khoa học đầu tiên năm 1974.
Danh pháp khoa học của loài này chưa được làm sáng tỏ. 